# Luís de Melun, Duque de Joyeuse
Luís de Melun, Duque de Joyeuse (outubro de 1694 – 31 de julho de 1724) foi um nobre francês. Era Príncipe de Epinoy; Barão, em seguida, Duque de Joyeuse (1714) e Par de França; Barão de Cysoing, Antoing e Wiers; Conde de Saint-Pol; Visconde de Gand; capelão de Bapaume; Senhor de Villemareuil, de Vaucourtois e de Saint-Jean-de-les-Deux-Jumeaux.

## Biografia
Luís era o único filho homem dos seus pais. A sua irmã Ana Júlia Adelaide de Melun nasceu em 1698 e era um ancestral do futuro marechal de Soubise, da princesa de Condé, da Madame de Guéméné e do assassinado duque d'Enghien.
O seu pai morreu em 1704 de varíola fazendo infante Luís, Príncipe de Epinoy. Dez anos mais tarde, foi feito Duque de Joyeuse.
A 23 de fevereiro de 1716 casou-se com Armande de La Tour d'Auvérnia, filha de Emanuel Teodósio de La Tour de Auvérnia, Duque de Bulhão e uma neta da famosa Maria Ana Mancini.
Apesar de casado,é bastate conhecido o seu casamento secreto com Maria Ana de Bourbon em 1719. Maria Ana, conhecida por Mademoiselle de Clermont era filha de  Luís III de Bourbon-Condé e Luísa Francisca de Bourbon, filha legitimada de Luís XIV e da Madame de Montespan. Maria Ana foi também a chefe da Casa da Rainha.
Luís morreu em 1724, durante uma caçada na sua casa de infância, o Castelo de Chantilly. Naturalmente perturbada, Maria Ana nunca voltou a casar. Nunca teve filhos.
Como Luís não teve igualmente filhos de Armande , o condado de Saint-Pol, bem como o principado de Joyeuse, foram para o seu sobrinho mais velho, o jovem Duque de Rohan, filho da sua irmã Ana Júlia.

### Epinoy
Este principado situava-se na Bélgica, mais precisamente em Hainaut. Pertencia aos Melun desde 1327. Francisco de Melun, herdeiro condestável e primeiro Par da Flandres, foi feito Conde de Epinoy a 28 de Novembro 1514. Passou depois a servir Carlos V de França conquistou a Flandres; o seu filho Hugues foi feito Príncipe de Epinoy em 1545 por Carlos V.